# Ефросинија Суздаљска
Преподобна Ефросинија Суздаљска је руска православна светитељка из 13. века.
Била је кћи руског кнеза Михаила Черњиговског. Њени родитељи су дуго били без деце. Када су је након много молитава родила дали су јој име Теодула и заветовали се да ће јој дозволити да се замонаши.
Замонашила се у женском Суздаљском манастиру, добивши име Ефросинија, у част свете Ефросиније Александријске. Након неког времена изабрана је за игуманију манастира.
Умрла је 25.септембра 1250. године, дана када је замонашена.
Православна црква помиње свету Ефросинију 25. септембра по јулијанском календару.